# Birinci Ferik
Birinci Ferik (turco ottomano: فريق أول) o Ferik-i evvel era un grado militare dell'esercito ottomano e significava "Primo Ferik"; essendo Ferik il grado di comandante di firka (turco: divisione) può essere tradotto come generale d'armata (turco moderno: Orgeneral), e correspondeva all'antico rango ottomano Serdar. Il titolo significa era superiore a Ferik e inferiore solo a Müşir (equivalente a Maresciallo di campo). Nell'esercito ottomano e nell'esercito turco prima del 1934 esistevano tre livelli di grado degli ufficiali generali, mentre nell'attuale esercito turco esistono quattro livelli di grado degli ufficiali generali.
Il titolo di Birinci Ferik è stato abolito con la legge n ° 2590 del 26 novembre 1934 assieme ai titoli ed alle denominazioni di Efendi, Bey e pascià Ağa, Hacı, Hafîz, Molla e altri titoli. Nell'esercito ottomano e nell'esercito turco prima del 1934 esistevano tre gradi di ufficiali generali, mentre dal 1934 esistono quattro gradi di ufficiali generali, con il grado di Brigadier generale (turco moderno: Tuğgeneral) che è il più basso tra gli ufficiali generali dell'attuale esercito turco.

## Gradi dell'Esercito ottomano
- Gli Agha erano comandanti di diversi rami dell'esercito: es. Azap Aghasì, Besili Aghasì e Yeniceri Aghasì. Questa denominazione era usata anche per i comandanti di unità più piccole, come l'agha bölük e l'agha ocak, rispettivamente comandanti di un bölük (compagnia) e di un ocak (insieme di truppe).
- Il bölükbaşı era il comandante di un bölük, ed era l'equivalente di un capitano.
- I Çorbacı (in turco “servitori di zuppa”) erano i comandanti dell'orda (reggimento, letteralmente significa “cuore”) dei giannizzeri; corrispondono circa al colonnello (in turco “albay”) di oggi.
- I Mirliva erano dei comandanti di una brigata o di una divisione dell'esercito, e corrispondono al brigadier generale (turco moderno: Tuğgeneral) nel moderno esercito turco o al Generali di Divisione (in turco Tümgeneral).

| Grado   | Ufficiali generali | Ufficiali generali | Ufficiali generali | Ufficiali generali | Ufficiali superiori | Ufficiali superiori | Ufficiali superiori | Ufficiali subalterni | Ufficiali subalterni | Ufficiali subalterni | Ufficiali subalterni |
| ------- | ------------------ | ------------------ | ------------------ | ------------------ | ------------------- | ------------------- | ------------------- | -------------------- | -------------------- | -------------------- | -------------------- |
| Turchia | Müşir              | Ferik-ı Evvel      | Ferik-ı Sani       | Mirliva            | Miralay             | Kaymakam            | Binbaşı             | Kolağası             | Yüzbaşı              | Mülazım-ı Evvel      | Mülazım-ı Sani       |

| Grado   | Sottufficiali e graduati | Sottufficiali e graduati | truppa | truppa |
| ------- | ------------------------ | ------------------------ | ------ | ------ |
| Turchia | Çavuş                    | Onbaşı                   | Nefer  |        |

## Egitto
Nell'esercito egiziano durante la dominazione ottomana e poi durante l'epoca dei Chedivè e nel Regno d'Egitto il grado era Sirdar (arabo egiziano: سردار) che, dal 1883 al 1937, durante l'Occupazione britannica dell'Egitto era assegnato al comandante britannico dell'esercito egiziano. Il grado era superiore a Fārīq e inferiore a Mushīr. Dopo la rivoluzione egiziana del 1952 che ha abolito la monarchia e trasformato l'Egitto in una repubblica, il grado è stato sostituito nel 1958 con il grado di Farīq 'awwāl (arabo: فريق أول), cioè "Primo Ferik" traducibile con colonnello generale ed è riservato al capo di stato maggiore dell'esercito. Il grado è superiore a Fārīq e inferiore a Mushīr.